# Nekrolog Juni 2020
Nekrolog
◄◄
| ◄
| 2016
| 2017
| 2018
| 2019
| 2020 | 2021 | 2022 | 2023 | 2024 | ►
Januar |
Februar |
März |
April |
Mai |
Juni |
Juli |
August |
September |
Oktober |
November |
Dezember 2020
Weitere Ereignisse | Allgemeiner Nekrolog 2020
Die Beschreibung der verstorbenen Person sollte so kurz wie möglich gehalten sein und nur deren signifikante Tätigkeit(en) enthalten.
Neue Namen ggf. auch unter dem Geburts- und Sterbedatum, also etwa unter 1. Januar und im Geburts- und Sterbejahr (2024) eintragen (nur bei entsprechender großer Wichtigkeit). Für Beispiele siehe die schon vorhandenen Artikel.
Außerdem über die fünf zuletzt Verstorbenen, zu denen es einen ausreichend guten Artikel für eine Präsentation auf der Hauptseite gibt, nach der todesbedingten Überarbeitung der Artikel ggf. auch unter Wikipedia Diskussion:Hauptseite informieren und sie am besten auch in den anderen Wikipedia-Sprachversionen eintragen. Tipp: Regelmäßig bei news.google.de nach „ist tot“, „gestorben“ oder „verstorben“ suchen.
Wenn eine Person gestorben ist, gibt es viele Seiten zu dieser Person in der Wikipedia, die davon auch betroffen sind und entsprechend aktualisiert werden müssen. Beispiele: Namenübersichtsseite, Geburtsjahr, Geburtsort-Seiten und viele mehr.
Wie finde ich die betroffenen Seiten?
Im Suchfeld auf der linken Seite gibt man den Suchbegriff so ein: „Vorname Nachname“. Dann klickt man auf Volltext und alle Seiten mit entsprechendem Suchtext werden aufgerufen. Hier sieht man dann schnell, wo auch das Todesjahr Sinn macht oder sogar ein Teil des Artikels angepasst werden muss. Auch hilft das „Werkzeug“ auf der linken Seite sehr gut, um solche Seiten aufzufinden: „Links auf diese Seite“. Somit ist die Wikipedia wieder aktuell in allen Bereichen! Hinweis: bei Eintragung der Kategorie „Gestorben JAHR“ wird der Missbrauchsfilter 49 ausgelöst, was jedoch nicht schlimm ist. Siehe: Spezial:Missbrauchsfilter/49
Dies ist eine Liste von im Juni 2020 verstorbenen bekannten Persönlichkeiten. Die Einträge erfolgen innerhalb der einzelnen Daten alphabetisch sortiert. Tiere sind im Nekrolog für Tiere zu finden.

## Juni
Bearbeitungshinweis: Neue Todesfälle bitte nach Tagen geordnet eintragen. Die Todesfälle desselben Tages bitte in alphabetischer Reihenfolge absteigend einfügen.
| Tag      | Name                                    | Beruf, bekannt als                                                                        | Alter | Beleg                   |
| -------- | --------------------------------------- | ----------------------------------------------------------------------------------------- | ----- | ----------------------- |
| 30. Juni | Ivo Banac                               | kroatischer Historiker                                                                    | 73    |                         |
| 30. Juni | Wolfgang Eberhardt                      | deutscher Stasi-Offizier                                                                  | 92    |                         |
| 30. Juni | Ludwig Finscher                         | deutscher Musikhistoriker                                                                 | 90    |                         |
| 30. Juni | Ida Haendel                             | britische Violinistin                                                                     | 91    |                         |
| 30. Juni | Danny Hicks                             | US-amerikanischer Schauspieler                                                            | 68    |                         |
| 30. Juni | Alexander Kabanow                       | russischer Wasserballspieler                                                              | 72    |                         |
| 30. Juni | Alfred Kotey                            | ghanaischer Boxer                                                                         | 52    |                         |
| 30. Juni | Tomio Kubota                            | japanischer Mathematiker                                                                  | 89    |                         |
| 30. Juni | David Lewis                             | südafrikanisch-US-amerikanischer Architekt und Stadtplaner                                | 98    |                         |
| 30. Juni | Henry Martin                            | US-amerikanischer Comiczeichner                                                           | 94    |                         |
| 30. Juni | Wiktor Proskurin                        | russischer Schauspieler                                                                   | 68    |                         |
| 30. Juni | Günter Woitas                           | deutscher Fußballspieler und -trainer                                                     | 93    | [ 1 ]                   |
| 29. Juni | Gideon Eckhaus                          | österreichischer Zionist und Zeitzeuge                                                    | 96    |                         |
| 29. Juni | Gernot Endemann                         | deutscher Schauspieler und Synchronsprecher                                               | 77    |                         |
| 29. Juni | Stepa J. Groggs                         | US-amerikanischer Rapper                                                                  | 32    |                         |
| 29. Juni | Hachalu Hundessa                        | äthiopischer Sänger, Komponist und Aktivist                                               | 34    |                         |
| 29. Juni | Louis Mahoney                           | britischer Schauspieler                                                                   | 81    |                         |
| 29. Juni | Johnny Mandel                           | US-amerikanischer Komponist                                                               | 94    |                         |
| 29. Juni | Ernesto Marcel                          | panamaischer Boxer                                                                        | 72    |                         |
| 29. Juni | Benny Mardones                          | US-amerikanischer Singer-Songwriter                                                       | 73    |                         |
| 29. Juni | Anton Preisinger                        | österreichischer Mineraloge                                                               | 95    |                         |
| 29. Juni | Carl Reiner                             | US-amerikanischer Schauspieler, Filmregisseur, Filmproduzent, Produzent und Drehbuchautor | 98    |                         |
| 29. Juni | Ken Shadie                              | australischer Drehbuchautor                                                               | 84    |                         |
| 29. Juni | Ernst Skrička                           | österreichischer Grafiker und Maler                                                       | 74    |                         |
| 29. Juni | Olaf Tamaschke                          | deutscher Mathematiker                                                                    | 92    |                         |
| 29. Juni | Fredrick Toben                          | australischer Rechtsextremist und Holocaustleugner                                        | 76    |                         |
| 29. Juni | Michael Vollstedt                       | deutscher Generalmajor                                                                    | 78    | [ 2 ]                   |
| 28. Juni | Rudolfo Anaya                           | US-amerikanischer Schriftsteller                                                          | 82    |                         |
| 28. Juni | Marián Čišovský                         | slowakischer Fußballspieler                                                               | 40    |                         |
| 28. Juni | Simon H. Fell                           | britischer Bassist und Komponist                                                          | 61    |                         |
| 28. Juni | Klaus Francke                           | deutscher Politiker                                                                       | 83    |                         |
| 28. Juni | Horst Kächele                           | deutscher Arzt, Psychoanalytiker und Psychotherapieforscher                               | 76    |                         |
| 28. Juni | Heinz Karrasch                          | deutscher Geograph                                                                        | 85    |                         |
| 28. Juni | Edward Kleinbard                        | US-amerikanischer Jurist                                                                  | 68    |                         |
| 28. Juni | Erkki Koskela                           | finnischer Wirtschaftswissenschaftler                                                     | 73    |                         |
| 28. Juni | Eike Reschke                            | deutscher Sportrechtler                                                                   | 85    |                         |
| 28. Juni | Alberto Restuccia                       | uruguayischer Schauspieler, Theaterregisseur und -dramaturg                               | 78    |                         |
| 28. Juni | Edith Schiller                          | deutsche Leichtathletin                                                                   | 86    |                         |
| 28. Juni | Hans-Julius Schroeder                   | deutscher Landwirt und Politiker                                                          | 90    |                         |
| 28. Juni | Anthony Terlato                         | US-amerikanischer Unternehmer                                                             | 86    |                         |
| 27. Juni | Belaid Abdessalam                       | algerischer Politiker                                                                     | 91    |                         |
| 27. Juni | Franz Beisteiner                        | österreichischer Maschinenbauingenieur                                                    | 95    |                         |
| 27. Juni | Pete Carr                               | US-amerikanischer Gitarrist                                                               | 70    |                         |
| 27. Juni | Freddy Cole                             | US-amerikanischer Jazzmusiker                                                             | 88    |                         |
| 27. Juni | Linda Cristal                           | argentinische Schauspielerin                                                              | 89    |                         |
| 27. Juni | Hans Dornbusch                          | deutscher Handballtrainer                                                                 | 81    |                         |
| 27. Juni | Othmar Hageneder                        | österreichischer Historiker                                                               | 92    |                         |
| 27. Juni | Edith Irving-Sommer                     | deutsch-schweizerische Künstlerin                                                         | 84    |                         |
| 27. Juni | Giuseppe Matarrese                      | italienischer Bischof                                                                     | 86    |                         |
| 27. Juni | Abdoulaye Seye Moreau                   | senegalesischer Basketballfunktionär und -schiedsrichter                                  | 90    |                         |
| 27. Juni | Margaret Morton                         | US-amerikanische Fotografin                                                               | 71    |                         |
| 27. Juni | Ilija Petković                          | serbischer Fußballspieler und -trainer                                                    | 74    |                         |
| 27. Juni | Mihai Romilă                            | rumänischer Fußballspieler                                                                | 69    |                         |
| 27. Juni | Alexander Schnitger                     | niederländischer Offizier                                                                 | 61    |                         |
| 27. Juni | Edith Irving Sommer                     | deutsch-schweizerische Künstlerin                                                         | 84    |                         |
| 27. Juni | David Stronach                          | britischer Archäologe                                                                     | 89    |                         |
| 27. Juni | Erich Tecka                             | österreichischer Basketballspieler                                                        | 71    |                         |
| 26. Juni | Kelly Asbury                            | US-amerikanischer Filmregisseur                                                           | 60    |                         |
| 26. Juni | Pierre-Antonio-Jean Bach                | französischer Bischof                                                                     | 87    |                         |
| 26. Juni | Hermes Binner                           | argentinischer Politiker                                                                  | 77    |                         |
| 26. Juni | Bodo Blaas                              | deutscher Brigadegeneral                                                                  | 75    |                         |
| 26. Juni | Thomas Edwin Blanton Jr.                | US-amerikanischer Rassist und Terrorist                                                   | 82    |                         |
| 26. Juni | Choi Suk-hyeon                          | südkoreanische Triathletin                                                                | 22    |                         |
| 26. Juni | Stuart Cornfeld                         | US-amerikanischer Filmproduzent                                                           | 67    |                         |
| 26. Juni | Jacques Coursil                         | französischer Linguist und Jazztrompeter                                                  | 82    |                         |
| 26. Juni | Kathleen Duey                           | US-amerikanischer Kinder- und Jugendbuchautorin                                           | 69    |                         |
| 26. Juni | James D. G. Dunn                        | britischer Theologe                                                                       | 80    |                         |
| 26. Juni | Richard Gelles                          | US-amerikanischer Soziologe                                                               | 73    |                         |
| 26. Juni | Milton Glaser                           | US-amerikanischer Grafikdesigner                                                          | 91    |                         |
| 26. Juni | Diana Maddock, Baroness Maddock         | britische Politikerin                                                                     | 73    |                         |
| 26. Juni | Rosemarie Müller-Streisand              | deutsche Theologin und Kirchenhistorikerin                                                | 96    |                         |
| 26. Juni | Marija Nanajewa                         | sowjetische bzw. kirgisische Pharmakologin und Hochschullehrerin                          | 92    |                         |
| 26. Juni | Félix Pérez                             | spanischer Musiker und Komponist                                                          | 67    |                         |
| 26. Juni | Jaroslav Pollák                         | slowakischer Fußballspieler                                                               | 72    |                         |
| 26. Juni | Taryn Power                             | US-amerikanische Schauspielerin                                                           | 66    |                         |
| 26. Juni | Ramon Revilla senior                    | philippinischer Schauspieler und Politiker                                                | 93    |                         |
| 26. Juni | Hans Stampfl                            | Südtiroler Weinbauer und Freiheitskämpfer                                                 | 86    |                         |
| 26. Juni | Julianus Kemo Sunarko                   | indonesischer Bischof                                                                     | 78    |                         |
| 26. Juni | Hans Christoph Wolf                     | deutscher Experimentalphysiker                                                            | 90    |                         |
| 25. Juni | Perry L. Adkisson                       | US-amerikanischer Agrarwissenschaftler und Entomologe                                     | 91    |                         |
| 25. Juni | Manfred Deckers                         | deutscher Montanwissenschaftler                                                           | 86    |                         |
| 25. Juni | Manfred Gehmert                         | deutscher Militär                                                                         | 88    |                         |
| 25. Juni | Lester Grinspoon                        | US-amerikanischer Psychiater                                                              | 92    |                         |
| 25. Juni | Richard Grove                           | britischer Umwelthistoriker                                                               | 64    |                         |
| 25. Juni | Huey                                    | US-amerikanischer Rapper                                                                  | 31    |                         |
| 25. Juni | Lonnie O. Ingram                        | US-amerikanischer Mikrobiologe                                                            | 72    |                         |
| 25. Juni | George G. Kaufman                       | US-amerikanischer Wirtschaftswissenschaftler                                              | 87    |                         |
| 25. Juni | Michael Kaufmann                        | deutscher Plasmaphysiker                                                                  | 79    |                         |
| 25. Juni | John Kennedy                            | australischer Australian-Football-Spieler                                                 | 91    |                         |
| 25. Juni | Gilbert Matthews                        | südafrikanischer Jazzmusiker                                                              | 76    |                         |
| 25. Juni | Papaléo Paes                            | brasilianischer Politiker                                                                 | 67    |                         |
| 25. Juni | Marga Richter                           | US-amerikanische Komponistin und Pianistin                                                | 93    |                         |
| 25. Juni | Joe Sinnott                             | US-amerikanische Comiczeichner                                                            | 93    |                         |
| 25. Juni | Tien-Yien Li                            | chinesisch-US-amerikanischer Mathematiker                                                 | 75    |                         |
| 25. Juni | Peter Toschek                           | deutscher Physiker                                                                        | 87    |                         |
| 25. Juni | Iwan Stepanowitsch Utrobin              | sowjetischer Skilangläufer                                                                | 86    |                         |
| 24. Juni | Gösta Ågren                             | finnischer Dichter und Schriftsteller                                                     | 83    |                         |
| 24. Juni | Horst Bessai                            | deutscher Elektroingenieur und Informatiker                                               | 64    |                         |
| 24. Juni | Ekkehard von Braunmühl                  | deutscher Publizist und Kinderrechtler                                                    | 79    |                         |
| 24. Juni | Robert L. Carneiro                      | US-amerikanischer Anthropologe                                                            | 93    |                         |
| 24. Juni | Juan de la Cierva y Hoces               | spanischer Erfinder und Ingenieur                                                         | 91    |                         |
| 24. Juni | Lester Crystal                          | US-amerikanischer Fernsehproduzent                                                        | 85    |                         |
| 24. Juni | Jacques Demêtre                         | französischer Blues-Historiker                                                            | 96    |                         |
| 24. Juni | Marc Fumaroli                           | französischer Historiker, Literaturwissenschaftler und Essayist                           | 88    |                         |
| 24. Juni | Michael Hawley                          | US-amerikanischer Informatiker und Medienwissenschaftler                                  | 58    |                         |
| 24. Juni | Siya Kakkar                             | indische TikTokerin und Tänzerin                                                          | 15    |                         |
| 24. Juni | Dietrich Masteit                        | deutscher Politiker                                                                       | 97    |                         |
| 24. Juni | Fritz Günther Parak                     | deutscher Experimentalphysiker                                                            | 80    |                         |
| 24. Juni | Jane Parker-Smith                       | britische Organistin                                                                      | 70    |                         |
| 24. Juni | Emma Sanders                            | US-amerikanische Bürgerrechtlerin und Aktivistin                                          | 91    |                         |
| 24. Juni | Bruno Schmelter                         | deutscher Schausteller                                                                    | 76    |                         |
| 24. Juni | Mohammed Yaseen Mohammed                | irakischer Gewichtheber                                                                   | 57    |                         |
| 24. Juni | Wolfgang Wolte                          | österreichischer Diplomat                                                                 | 88    |                         |
| 23. Juni | Vehbi Akdağ                             | türkischer Ringer                                                                         | 71    |                         |
| 23. Juni | Gustavo Alamón                          | uruguayischer Maler und Grafiker                                                          | 85    |                         |
| 23. Juni | Jesus Armamento Dosado                  | philippinischer Erzbischof                                                                | 80    |                         |
| 23. Juni | Francisco Javier Prado Aránguiz         | chilenischer Bischof                                                                      | 91    |                         |
| 23. Juni | Katrin Beinroth                         | deutsche Judoka                                                                           | 38    |                         |
| 23. Juni | Nikolai Fadejetschew                    | sowjetischer Balletttänzer                                                                | 87    |                         |
| 23. Juni | Charly Bravo                            | spanischer Schauspieler                                                                   | 77    |                         |
| 23. Juni | Xabiiba Cabdilaahi                      | dschibutische Sängerin                                                                    | 58    |                         |
| 23. Juni | Reginald Crosley                        | haitianischer Arzt und Schriftsteller                                                     | 82    |                         |
| 23. Juni | Hans Hirsch                             | deutscher Musik- und Medienwissenschaftler                                                | 87    |                         |
| 23. Juni | Arthur Keaveney                         | britischer Althistoriker                                                                  | 68    |                         |
| 23. Juni | Bronisław Kortus                        | polnischer Geograph                                                                       | 93    |                         |
| 23. Juni | David MacLennan                         | kanadischer Biochemiker                                                                   | 82    |                         |
| 23. Juni | Paul Meisen                             | deutscher Flötist                                                                         | 86    |                         |
| 23. Juni | César Bosco Vivas Robelo                | nicaraguanischer Bischof                                                                  | 78    |                         |
| 23. Juni | Patricio Rodríguez                      | chilenischer Tennisspieler                                                                | 81    |                         |
| 23. Juni | Genovaitė Sabaliauskaitė                | litauische Ballettartistin und Choreografin                                               | 97    |                         |
| 22. Juni | João de Almeida                         | portugiesischer Architekt und Maler                                                       | 92    |                         |
| 22. Juni | Alicia Asconeguy                        | uruguayische Malerin und Grafikerin                                                       | 70    |                         |
| 22. Juni | Witold Baran                            | polnischer Leichtathlet                                                                   | 80    |                         |
| 22. Juni | Steve Bing                              | US-amerikanischer Filmproduzent                                                           | 55    |                         |
| 22. Juni | Carlos Bosch                            | argentinischer Fotograf und Anthropologe                                                  | 75    |                         |
| 22. Juni | Jerry Bruno                             | US-amerikanischer Jazzmusiker                                                             | 100   |                         |
| 22. Juni | Dick Buerkle                            | US-amerikanischer Leichtathlet                                                            | 72    |                         |
| 22. Juni | Juan Fernández                          | spanischer Automobilrennfahrer                                                            | 90    |                         |
| 22. Juni | Werner Kasig                            | deutscher Geologe                                                                         | 84    |                         |
| 22. Juni | Rolf Kießling                           | deutscher Historiker                                                                      | 78    |                         |
| 22. Juni | Tom Kollins                             | US-amerikanischer Snooker- und Poolbillardspieler sowie Billardfunktionär und -trainer    | 84    |                         |
| 22. Juni | Ursula Krips                            | deutsche Politikerin                                                                      | 87    | Ticket:2021052610005201 |
| 22. Juni | Li Zhensheng                            | chinesischer Fotojournalist                                                               | 79    |                         |
| 22. Juni | Milomir Mijatović                       | deutscher Handballspieler und -trainer                                                    | 66    |                         |
| 22. Juni | Carlos Luis Morales                     | ecuadorianischer Journalist, Politiker und Fußballspieler                                 | 55    |                         |
| 22. Juni | Pierino Prati                           | italienischer Fußballspieler und -trainer                                                 | 73    |                         |
| 22. Juni | Kurt Rahmig                             | deutscher Politiker                                                                       | 82    |                         |
| 22. Juni | Harry Rieso                             | deutscher Politiker                                                                       | 86    |                         |
| 22. Juni | Peter C. Schenk                         | deutscher Architekt                                                                       | 91    |                         |
| 22. Juni | Joel Schumacher                         | US-amerikanischer Filmregisseur                                                           | 80    |                         |
| 22. Juni | Badara Mamaya Sène                      | senegalesischer Fußballschiedsrichter                                                     | 73    |                         |
| 22. Juni | Shirley Siegel                          | US-amerikanische Juristin                                                                 | 101   |                         |
| 22. Juni | Reinhold Wirtz                          | deutscher Politiker und Gewerkschaftsfunktionär                                           | 77    |                         |
| 21. Juni | Sergio Salvador Aguirre Anguiano        | mexikanischer Jurist und Politiker                                                        | 72    |                         |
| 21. Juni | Lucius J. Barker                        | US-amerikanischer Politikwissenschaftler                                                  | 92    |                         |
| 21. Juni | Richárd Bicskey                         | ungarischer Radrennfahrer                                                                 | 83    |                         |
| 21. Juni | Pascal Clément                          | französischer Politiker                                                                   | 75    |                         |
| 21. Juni | Klaus Dürr                              | deutscher Politiker                                                                       | 61    |                         |
| 21. Juni | Theodor Einsele                         | deutscher Elektroingenieur und Informatiker                                               | 98    |                         |
| 21. Juni | Heinrich Fretwurst                      | deutscher Sportschütze                                                                    | 83    |                         |
| 21. Juni | Edward Grant                            | US-amerikanischer Wissenschaftshistoriker                                                 | 94    |                         |
| 21. Juni | Horst Häupl                             | deutscher Komponist                                                                       | 88    |                         |
| 21. Juni | Jürgen Holtz                            | deutscher Schauspieler und bildender Künstler                                             | 87    |                         |
| 21. Juni | Richard Kannicht                        | deutscher Klassischer Philologe                                                           | 88    |                         |
| 21. Juni | Barbara Kindermann                      | deutsche Verlegerin                                                                       | 64    |                         |
| 21. Juni | Étienne Lux                             | französischer Politiker                                                                   | 95    |                         |
| 21. Juni | Angela Madsen                           | US-amerikanische paralympische Ruderin und Leichtathletin                                 | 60    |                         |
| 21. Juni | Hugh Mellor                             | britischer Philosoph                                                                      | 81    |                         |
| 21. Juni | Anthony J. Naldrett                     | britisch-kanadischer Geologe                                                              | 86    |                         |
| 21. Juni | Erwin Ninaus                            | österreichischer Fußballspieler                                                           | 80    |                         |
| 21. Juni | Étienne Périer                          | belgischer Filmregisseur, Drehbuchautor und Schauspieler                                  | 88    |                         |
| 21. Juni | Bernardino Piñera Carvallo              | chilenischer Erzbischof                                                                   | 104   |                         |
| 21. Juni | Ahmed Radhi                             | irakischer Fußballspieler und Politiker                                                   | 56    |                         |
| 21. Juni | Reinaldo Salazar                        | mexikanischer Taekwondoin und Taekwondo-Trainer                                           | 65    |                         |
| 21. Juni | Zeev Sternhell                          | israelischer Politologe und Historiker                                                    | 85    |                         |
| 21. Juni | Bobana Veličković                       | serbische Sportschützin                                                                   | 31    |                         |
| 21. Juni | Niki Wuchinger                          | österreichischer Musiker                                                                  | 96    |                         |
| 20. Juni | Gerhard J. Bellinger                    | deutscher Theologe                                                                        | 89    |                         |
| 20. Juni | Mario Corso                             | italienischer Fußballspieler und -trainer                                                 | 78    |                         |
| 20. Juni | Constance Curry                         | US-amerikanische Bürgerrechtlerin und Buchautorin                                         | 86    |                         |
| 20. Juni | Gerhard Dammann                         | Schweizer Psychiater, Psychologe und Psychoanalytiker                                     | 56    |                         |
| 20. Juni | Ema Derossi-Bjelajac                    | kroatischer Politiker                                                                     | 94    |                         |
| 20. Juni | Claude Détraz                           | französischer Physiker                                                                    | 82    |                         |
| 20. Juni | Bettina Falckenberg                     | deutsche Schauspielerin und Pantomimin                                                    | 93    |                         |
| 20. Juni | Svein Arne Hansen                       | norwegischer Sportfunktionär                                                              | 74    |                         |
| 20. Juni | Jim Kiick                               | US-amerikanischer American-Football-Spieler                                               | 73    |                         |
| 20. Juni | Pedro Lima                              | angolanisch-portugiesischer Schauspieler                                                  | 49    |                         |
| 20. Juni | David Wingeate Pike                     | britischer Historiker                                                                     | 89    |                         |
| 20. Juni | Juergen Schulz                          | deutscher Rundfunkmoderator                                                               | 76    |                         |
| 20. Juni | Frieder Simon                           | deutscher Puppenspieler                                                                   | 83    |                         |
| 20. Juni | Max Tuerk                               | US-amerikanischer American-Football-Spieler                                               | 26    |                         |
| 19. Juni | Karen Bridge                            | englische Badmintonspielerin                                                              | 60    |                         |
| 19. Juni | Cho Haeil                               | südkoreanischer Schriftsteller                                                            | 79    |                         |
| 19. Juni | Ralph Haas                              | kanadischer Verkehrsingenieur                                                             | 87    |                         |
| 19. Juni | Klaus Haller                            | deutscher Politiker                                                                       | 83    |                         |
| 19. Juni | Ian Holm                                | britischer Schauspieler                                                                   | 88    |                         |
| 19. Juni | Wolfgang Körber                         | deutscher Architekt, Maler, Bildhauer und Hochschullehrer                                 | 85    |                         |
| 19. Juni | Madeline McWhinney Dale                 | US-amerikanische Bankmanagerin                                                            | 98    |                         |
| 19. Juni | Gerhard Müller                          | deutscher Politiker                                                                       | 92    |                         |
| 19. Juni | Karin Peschel                           | deutsche Volkswirtin                                                                      | 84    |                         |
| 19. Juni | Carlos Ruiz Zafón                       | spanischer Schriftsteller                                                                 | 55    |                         |
| 19. Juni | Regan Russell                           | kanadische Tierrechtsaktivistin                                                           | 65    |                         |
| 19. Juni | Andrey Sallyman                         | dänischer Schauspieler                                                                    | 90    |                         |
| 19. Juni | Hans-Dieter Scheel                      | deutscher Diplomat                                                                        | 83    |                         |
| 19. Juni | Helga Wischer                           | deutsche Sportanglerin                                                                    | 88    |                         |
| 19. Juni | Dieter E. Zimmer                        | deutscher Journalist, Autor und Übersetzer                                                | 85    |                         |
| 18. Juni | János M. Bak                            | ungarischer Historiker                                                                    | 91    |                         |
| 18. Juni | Willi Bendel                            | deutscher Bodybuilder                                                                     | 78    |                         |
| 18. Juni | Tibor Benedek                           | ungarischer Wasserballspieler und -trainer                                                | 47    |                         |
| 18. Juni | Claus Biederstaedt                      | deutscher Schauspieler                                                                    | 91    |                         |
| 18. Juni | Anna Blume                              | deutsche Fotokünstlerin                                                                   | 83    |                         |
| 18. Juni | Lynford „Hux“ Brown                     | jamaikanischer Reggae-Gitarrist                                                           | 75    |                         |
| 18. Juni | Arturo Chaires                          | mexikanischer Fußballspieler                                                              | 83    |                         |
| 18. Juni | Sergei Chruschtschow                    | russisch-US-amerikanischer Raumfahrtingenieur und Politikwissenschaftler                  | 84    |                         |
| 18. Juni | Börje Johansson                         | schwedischer Wirtschaftswissenschaftler                                                   | 74    |                         |
| 18. Juni | Vera Lynn                               | britische Sängerin                                                                        | 103   |                         |
| 18. Juni | Norbert Martin                          | deutscher Soziologe                                                                       | 83    |                         |
| 18. Juni | Lawrence McCann                         | kanadischer Geograph                                                                      | 75    |                         |
| 18. Juni | Thomas S. Moorman junior                | US-amerikanischer Offizier, General der US Air Force                                      | 79    |                         |
| 18. Juni | Jules Sedney                            | surinamischer Politiker                                                                   | 97    |                         |
| 18. Juni | Adelheid Studer-Thiersch                | Schweizer Ornithologin und Ethologin                                                      | 80    |                         |
| 18. Juni | Lutz Teschner                           | deutscher Theater- und Filmschauspieler                                                   | 75    |                         |
| 18. Juni | Noël Vandernotte                        | französischer Steuermann                                                                  | 96    |                         |
| 18. Juni | Antonio Veciana                         | kubanischer Agent                                                                         | 91    |                         |
| 18. Juni | Walter Wittmann                         | österreichischer Jurist und Schachspieler                                                 | 72    |                         |
| 17. Juni | Klaus Ahlheim                           | deutscher Erziehungswissenschaftler                                                       | 78    |                         |
| 17. Juni | Marlene Ahrens                          | chilenische Leichtathletin                                                                | 86    |                         |
| 17. Juni | Gordon H. Bower                         | US-amerikanischer Psychologe                                                              | 87    |                         |
| 17. Juni | R. Angus Buchanan                       | britischer Technikhistoriker                                                              | 90    |                         |
| 17. Juni | Mário Calixto Filho                     | brasilianischer Politiker und Unternehmer                                                 | 73    |                         |
| 17. Juni | Lewis John Carlino                      | US-amerikanischer Drehbuchautor und Regisseur                                             | 88    |                         |
| 17. Juni | William C. Dement                       | US-amerikanischer Mediziner und Schlafforscher                                            | 91    |                         |
| 17. Juni | K. Anders Ericsson                      | schwedischer Psychologe                                                                   | 72    |                         |
| 17. Juni | Victor Feldbrill                        | kanadischer Dirigent und Geiger                                                           | 96    |                         |
| 17. Juni | Hugh Fraser                             | kanadischer Jazzmusiker                                                                   | 62    |                         |
| 17. Juni | Astrid Gjertsen                         | norwegische Politikerin                                                                   | 91    |                         |
| 17. Juni | Raimo Honkanen                          | finnischer Radrennfahrer                                                                  | 81    |                         |
| 17. Juni | György Kárpáti                          | ungarischer Wasserballspieler                                                             | 84    |                         |
| 17. Juni | Jean Kennedy Smith                      | US-amerikanische Diplomatin                                                               | 92    |                         |
| 17. Juni | Fabrice Philipot                        | französischer Radrennfahrer                                                               | 54    |                         |
| 17. Juni | Michael E. Soulé                        | US-amerikanischer Biologe                                                                 | 84    |                         |
| 17. Juni | Willie Thorne                           | englischer Snookerspieler                                                                 | 66    |                         |
| 17. Juni | Wanda Wejzgrowicz                       | US-amerikanische Kugelstoßerin                                                            | 86    |                         |
| 16. Juni | Knut Bohwim                             | norwegischer Filmregisseur, Drehbuchautor, Filmproduzent und Schauspieler                 | 89    |                         |
| 16. Juni | Roger Borniche                          | französischer Schriftsteller                                                              | 101   |                         |
| 16. Juni | Valério Breda                           | italienischer Bischof                                                                     | 75    |                         |
| 16. Juni | Wolf-Eckart Bühler                      | deutscher Regisseur und Buchautor                                                         | 84    |                         |
| 16. Juni | Federico Corriente                      | spanischer Arabist                                                                        | 79    |                         |
| 16. Juni | Manfred Drotschmann                     | deutscher Landwirt und Politiker                                                          | 87    |                         |
| 16. Juni | Eduardo Gelfo                           | argentinischer Akkordeonist und Komponist                                                 | 70    |                         |
| 16. Juni | John J. Mooney                          | US-amerikanischer Chemie-Ingenieur und Erfinder                                           | 90    |                         |
| 16. Juni | Fred Noczynski                          | deutscher Regisseur und Drehbuchautor                                                     | 80    |                         |
| 16. Juni | Edén Pastora Gómez                      | nicaraguanischer Guerillaführer und Politiker                                             | 83    |                         |
| 16. Juni | Paulinho Paiakan                        | brasilianischer Aktivist des Kayapo-Volkes                                                |       |                         |
| 16. Juni | Oleksij Poroschenko                     | ukrainischer Unternehmer und Politiker                                                    | 84    |                         |
| 16. Juni | Robert D. Richardson                    | US-amerikanischer Literaturwissenschaftler und Biograph                                   | 86    |                         |
| 16. Juni | Manfred Rosenberg                       | deutscher Dirigent und Orchesterleiter                                                    | 90    |                         |
| 16. Juni | Hans-Hermann Schlicker                  | deutscher Grafiker, Maler und Buchillustrator                                             | 91    |                         |
| 16. Juni | Rainer Schmidt                          | deutscher Psychoanalytiker und Autor                                                      | 90    |                         |
| 16. Juni | Ola Mae Spinks                          | US-amerikanische Bibliothekarin und Archivarin                                            | 106   |                         |
| 16. Juni | Nadine Taub                             | US-amerikanische Juristin                                                                 | 77    |                         |
| 16. Juni | Franjo Terhart                          | deutscher Autor                                                                           | 66    |                         |
| 16. Juni | Elmar Ternes                            | deutscher Sprachwissenschaftler                                                           | 78    | [ 3 ]                   |
| 16. Juni | Dobrivoje Topalović                     | jugoslawischer bzw. serbischer Sänger                                                     | 75    |                         |
| 16. Juni | Christel Trautmann                      | deutsche Politikerin                                                                      | 83    |                         |
| 16. Juni | Eusebio Vélez                           | spanischer Radrennfahrer                                                                  | 85    |                         |
| 16. Juni | Charles Webb                            | US-amerikanischer Schriftsteller                                                          | 81    |                         |
| 16. Juni | Yohan                                   | südkoreanischer Popsänger                                                                 | 28    |                         |
| 16. Juni | Zena Werb                               | kanadisch-US-amerikanische Zellbiologin und Krebsforscherin                               | 75    |                         |
| 16. Juni | Gert Zimmermann                         | deutscher Sportjournalist                                                                 | 69    |                         |
| 15. Juni | F. J. Bogner                            | deutscher Kabarettist, Theatertheoretiker und Autor                                       | 85    |                         |
| 15. Juni | Hasso Damm                              | deutscher Kinder- und Jugendbuchautor                                                     | 92    |                         |
| 15. Juni | Dieter Dummler                          | deutscher Numismatiker                                                                    | 87    |                         |
| 15. Juni | Paul Fortune                            | US-amerikanischer Designer                                                                | 69    |                         |
| 15. Juni | Hans Martin Franke                      | deutscher Ingenieur                                                                       | 88    |                         |
| 15. Juni | Juraj Hrženjak                          | jugoslawischer bzw. kroatischer Politiker und Richter                                     | 103   |                         |
| 15. Juni | Nagendra Nath Jha                       | indischer Diplomat                                                                        | 85    |                         |
| 15. Juni | Beth Levine                             | US-amerikanische Onkologin                                                                | 60    |                         |
| 15. Juni | Wolfram Lorenzen                        | deutscher Pianist                                                                         | 68    |                         |
| 15. Juni | Ulrich Penski                           | deutscher Rechtswissenschaftler                                                           | 86    |                         |
| 15. Juni | Jürgen Radomski                         | deutscher Industriemanager                                                                | 78    |                         |
| 15. Juni | Rolf Röber                              | deutscher Gartenbauwissenschaftler                                                        | 78    |                         |
| 15. Juni | Anton Schlembach                        | deutscher Bischof                                                                         | 88    |                         |
| 15. Juni | Pierre Sim                              | französischer Jazzmusiker                                                                 | 91    |                         |
| 15. Juni | Kirk R. Smith                           | US-amerikanischer Umweltwissenschaftler                                                   | 73    |                         |
| 15. Juni | Phil Takahashi                          | kanadischer Judoka                                                                        | 63    |                         |
| 14. Juni | Gerhard Baader                          | österreichischer Medizinhistoriker                                                        | 91    |                         |
| 14. Juni | Sally Banes                             | US-amerikanische Tanzkritikerin und -historikerin                                         | 69    |                         |
| 14. Juni | Jaimie Pearl Bloom                      | US-amerikanische Anthropologin                                                            | 70    |                         |
| 14. Juni | Don Candy                               | australischer Tennisspieler                                                               | 91    |                         |
| 14. Juni | Luce Douady                             | französische Kletterin                                                                    | 16    |                         |
| 14. Juni | Ulrike Gaul                             | deutsche Entwicklungsbiologin                                                             | 59    |                         |
| 14. Juni | Sarah Hegazi                            | ägyptische LGBT-Aktivistin                                                                | 30    |                         |
| 14. Juni | Rolf Heide                              | deutscher Innenarchitekt und Industriedesigner                                            | 88    |                         |
| 14. Juni | Wolfgang Hegemeister                    | deutscher Lehrer und Bundesleiter der Deutschen Waldjugend                                | 95    |                         |
| 14. Juni | Chacho Herodes                          | mexikanischer Wrestler                                                                    | 69    |                         |
| 14. Juni | Elsa Joubert                            | südafrikanische Schriftstellerin                                                          | 97    |                         |
| 14. Juni | Rogelio „La Sombra Vengadora“ de la Paz | mexikanischer Wrestler                                                                    | 89    |                         |
| 14. Juni | Lord Knud                               | deutscher Beatmusiker, DJ und Radiomoderator                                              | 76    |                         |
| 14. Juni | Aarón Padilla Gutiérrez                 | mexikanischer Fußballspieler                                                              | 77    |                         |
| 14. Juni | Eva Petrus-Pekny                        | österreichische Schauspielerin und Autorin                                                | 95    |                         |
| 14. Juni | Haroldo Rodas Melgar                    | guatemaltekischer Wirtschaftswissenschaftler, Diplomat und Politiker                      | 74    |                         |
| 14. Juni | Sushant Singh Rajput                    | indischer Schauspieler und Tänzer                                                         | 34    |                         |
| 14. Juni | Hermann Statz                           | deutsch-US-amerikanischer Physiker                                                        | 92    |                         |
| 14. Juni | Joachim Thimm                           | deutscher Fußballspieler                                                                  | 85    | [ 4 ]                   |
| 14. Juni | Keith Tippett                           | britischer Jazzmusiker                                                                    | 72    |                         |
| 14. Juni | Martin Zindler                          | deutscher Mediziner                                                                       | 100   |                         |
| 13. Juni | Philippe Barakat                        | syrischer Erzbischof                                                                      | 67    |                         |
| 13. Juni | Leslie Cohen Berlowitz                  | US-amerikanische Anglistin                                                                | 76    |                         |
| 13. Juni | Eula Bingham                            | US-amerikanische Toxikologin und Behördenleiterin                                         | 90    |                         |
| 13. Juni | Friedrich de Boor                       | deutscher Kirchenhistoriker                                                               | 86    |                         |
| 13. Juni | Kirvan Fortuin                          | südafrikanischer Tänzer, Choreograf und LGBT-Aktivist                                     | 28    |                         |
| 13. Juni | Dick Garmaker                           | US-amerikanischer Basketballspieler                                                       | 87    |                         |
| 13. Juni | Jim Grelle                              | US-amerikanischer Leichtathlet                                                            | 83    |                         |
| 13. Juni | Horst Kittel                            | deutscher Fußballspieler                                                                  | 77    |                         |
| 13. Juni | Mike McCormick                          | US-amerikanischer Baseballspieler                                                         | 81    |                         |
| 13. Juni | Donald W. Meinig                        | US-amerikanischer Geograph                                                                | 95    |                         |
| 13. Juni | Helen O’Hagan                           | US-amerikanische Unternehmerin                                                            | 89    |                         |
| 13. Juni | Kent E. Portney                         | US-amerikanischer Politikwissenschaftler                                                  | 69    |                         |
| 13. Juni | Luther Price                            | US-amerikanischer Künstler und Experimentalfilmer                                         | 58    |                         |
| 13. Juni | Vasant Raiji                            | indischer Cricketspieler                                                                  | 100   |                         |
| 13. Juni | Jean Raspail                            | französischer Schriftsteller                                                              | 94    |                         |
| 13. Juni | Helmut Sattler                          | deutscher Fußballspieler                                                                  | 85    |                         |
| 13. Juni | Nancy Saunders                          | US-amerikanische Schauspielerin                                                           | 94    |                         |
| 13. Juni | Jörg Schröder                           | deutscher Verleger und Autor                                                              | 81    |                         |
| 13. Juni | Kurt Tauchmann                          | deutscher Ethnologe                                                                       | 80    |                         |
| 13. Juni | Siegfried Weiß                          | deutscher Maler, Grafiker, Kunsterzieher und Kunsthistoriker                              | ≈78   | [ 5 ]                   |
| 12. Juni | Silke Liria Blumbach                    | deutsche Dichterin, Schriftstellerin und Übersetzerin                                     | 49    |                         |
| 12. Juni | Carl Brewer                             | US-amerikanischer Politiker                                                               | 63    |                         |
| 12. Juni | Rayshard Brooks                         | US-amerikanisches Opfer eines Polizeieinsatzes                                            | 27    |                         |
| 12. Juni | Klaus-Dieter Budras                     | deutscher Veterinärmediziner                                                              | 79    |                         |
| 12. Juni | Adam Chrzanowski                        | polnisch-kanadischer Geodät                                                               | 87    |                         |
| 12. Juni | Ann Druffel                             | US-amerikanische UFO-Forscherin und Autorin                                               | 93    |                         |
| 12. Juni | Ursula Fuchs                            | deutsche Kinderbuchautorin                                                                | 87    |                         |
| 12. Juni | Lino Esterino Garavaglia                | italienischer Bischof                                                                     | 92    |                         |
| 12. Juni | Hans-Joachim Hallier                    | deutscher Diplomat                                                                        | 90    |                         |
| 12. Juni | Eckhard Kutter                          | deutscher Bauingenieur und Verkehrswissenschaftler                                        | 81    |                         |
| 12. Juni | Rolf Ramcke                             | deutscher Architekt                                                                       | 86    |                         |
| 12. Juni | Lothar Schäfer                          | deutscher Philosoph                                                                       | 86    |                         |
| 12. Juni | Emmy Schörg                             | österreichische Schauspielerin                                                            | 90    |                         |
| 12. Juni | William S. Sessions                     | US-amerikanischer Jurist                                                                  | 90    |                         |
| 12. Juni | Colo Tavernier                          | britisch-französische Drehbuchautorin                                                     | 77    |                         |
| 12. Juni | Erik Tohvri                             | estnischer Schriftsteller                                                                 | 87    |                         |
| 12. Juni | Ricky Valance                           | britischer Popsänger                                                                      | 84    |                         |
| 12. Juni | Albert Vitali                           | Schweizer Unternehmer und Politiker                                                       | 64    |                         |
| 12. Juni | Perfecto Yasay junior                   | philippinischer Rechtsanwalt und Politiker                                                | 73    |                         |
| 11. Juni | Nena Cardenas                           | philippinische Schauspielerin                                                             | 87    |                         |
| 11. Juni | Marjorie G. Horning                     | US-amerikanische Biochemikerin und Pharmakologin                                          | 102   |                         |
| 11. Juni | Emmanuel Issoze-Ngondet                 | gabunischer Diplomat und Politiker                                                        | 59    |                         |
| 11. Juni | Marie Jakobowicz                        | französische Künstlerin der Art brut                                                      | 85    |                         |
| 11. Juni | František Kotlaba                       | tschechischer Botaniker und Mykologe                                                      | 93    |                         |
| 11. Juni | Bernard J. Matkowsky                    | US-amerikanischer Mathematiker                                                            | 80    |                         |
| 11. Juni | John Basil Meeking                      | neuseeländischer Bischof                                                                  | 90    |                         |
| 11. Juni | István Nagy                             | ungarischer Komponist, Pianist und Dirigent                                               | 79    |                         |
| 11. Juni | Dennis O’Neil                           | US-amerikanischer Schriftsteller und Comicautor                                           | 81    |                         |
| 11. Juni | Hermann Salomon                         | deutscher Leichtathlet und Sportwissenschaftler                                           | 82    |                         |
| 11. Juni | Rosa Maria Sardà                        | spanische Schauspielerin                                                                  | 78    |                         |
| 11. Juni | Elly Stone                              | US-amerikanische Sängerin                                                                 | 93    |                         |
| 11. Juni | Eppie Wietzes                           | kanadischer Automobilrennfahrer                                                           | 82    |                         |
| 10. Juni | Duilio Arigoni                          | Schweizer Chemiker                                                                        | 91    |                         |
| 10. Juni | Josef Hermann Bernhard                  | deutscher Informatiker                                                                    | 95    |                         |
| 10. Juni | Jesse Blackadder                        | australische Schriftstellerin, Drehbuchautorin und Journalistin                           | 56    |                         |
| 10. Juni | Hans Cieslarczyk                        | deutscher Fußballspieler                                                                  | 83    |                         |
| 10. Juni | Ivalo Egede                             | grönländische Unternehmerin und Beamtin                                                   | 64    |                         |
| 10. Juni | Rosita Fornés                           | US-amerikanisch-kubanische Schauspielerin, Sängerin, Tänzerin und Vedette                 | 97    |                         |
| 10. Juni | Charles Henry Godden                    | britischer Diplomat                                                                       | 97    |                         |
| 10. Juni | William Hale                            | US-amerikanischer Regisseur                                                               | 88    |                         |
| 10. Juni | Günter Hiemann                          | deutscher Militärwissenschaftler und Generalmajor                                         | 90    |                         |
| 10. Juni | Peter Marxen                            | deutscher Gastronom                                                                       | 80    |                         |
| 10. Juni | Hans Mezger                             | deutscher Motorsportkonstrukteur                                                          | 90    |                         |
| 10. Juni | Eberhard Möbius                         | deutscher Schauspieler                                                                    | 93    |                         |
| 10. Juni | Mr. Wrestling II                        | US-amerikanischer Wrestler                                                                | 85    |                         |
| 10. Juni | Talat Özkarslı                          | türkischer Fußballspieler                                                                 | 82    |                         |
| 10. Juni | Milorad Radovanović                     | jugoslawischer bzw. serbischer Linguist                                                   | 72    |                         |
| 10. Juni | Wolfgang Specht                         | deutscher Arzt und Anatom                                                                 | 93    |                         |
| 9. Juni  | Petra Afonin                            | deutsche Schauspielerin, Regisseurin und Autorin                                          | 65    |                         |
| 9. Juni  | Joseph Mohsen Béchara                   | libanesischer Erzbischof                                                                  | 85    |                         |
| 9. Juni  | Paul Chapman                            | britischer Musiker                                                                        | 66    |                         |
| 9. Juni  | Pau Donés                               | spanischer Sänger und Komponist                                                           | 53    |                         |
| 9. Juni  | Michael Drosnin                         | US-amerikanischer Journalist und Buchautor                                                | 74    |                         |
| 9. Juni  | Ronaldo Drummond                        | brasilianischer Fußballspieler                                                            | 73    |                         |
| 9. Juni  | Ödön Földessy                           | ungarischer Leichtathlet                                                                  | 90    |                         |
| 9. Juni  | Horst G. W. Gleiss                      | deutscher Biologe und Heimatforscher                                                      | 89    |                         |
| 9. Juni  | William J. Hall                         | US-amerikanischer Bauingenieur                                                            | 94    |                         |
| 9. Juni  | Heinrich Hettrich                       | deutscher Indogermanist                                                                   | 72    |                         |
| 9. Juni  | Ebrima Jobe                             | gambischer Basketballspieler                                                              | ≈70   |                         |
| 9. Juni  | Ain Kaalep                              | estnischer Schriftsteller und Übersetzer                                                  | 94    |                         |
| 9. Juni  | Kim Chang-sop                           | nordkoreanischer Politiker und Generaloberst                                              | 74    |                         |
| 9. Juni  | Georg Klinkhammer                       | deutscher Jurist und Politiker                                                            | 94    |                         |
| 9. Juni  | Francis Lagan                           | irischer Bischof                                                                          | 85    |                         |
| 9. Juni  | Benny Likumahuwa                        | indonesischer Musiker                                                                     | 73    |                         |
| 9. Juni  | Muruma Lucero                           | argentinische Universitätsprofessorin und Schriftstellerin                                | 84    |                         |
| 9. Juni  | Yitzhak Mayer                           | israelischer Diplomat                                                                     | 85    |                         |
| 9. Juni  | Luis Repetto                            | peruanischer Kulturmanager und Fernsehmoderator                                           | 67    |                         |
| 9. Juni  | Arnulf Röseler                          | deutscher Physiker                                                                        | 84    |                         |
| 9. Juni  | Morris Schnitzer                        | kanadischer Agrarwissenschaftler                                                          | 98    |                         |
| 9. Juni  | Wolfgang Thomassen                      | deutscher Elektroingenieur und Informatiker                                               | 88    |                         |
| 9. Juni  | Eugenio Trueba Olivares                 | mexikanischer Schriftsteller, Dramaturg und Kulturförderer                                | 100   |                         |
| 9. Juni  | Niels Birger Wamberg                    | dänischer Literaturkritiker, Literaturwissenschaftler und Schriftsteller                  | 89    |                         |
| 9. Juni  | Jochen Wehner                           | deutscher Dirigent, Produzent und Arrangeur                                               | 84    |                         |
| 8. Juni  | Klaus Berger                            | deutscher Theologe                                                                        | 79    |                         |
| 8. Juni  | Tony Dunne                              | irischer Fußballspieler und -trainer                                                      | 78    |                         |
| 8. Juni  | Manuel Felguérez                        | mexikanischer Bildhauer und Maler                                                         | 91    |                         |
| 8. Juni  | Marion Hänsel                           | belgische Filmschaffende                                                                  | 71    |                         |
| 8. Juni  | James Hand                              | US-amerikanischer Country-Musiker und Songwriter                                          | 67    |                         |
| 8. Juni  | Fabrizio Mioni                          | italienischer Schauspieler                                                                | 90    |                         |
| 8. Juni  | Pierre Nkurunziza                       | burundischer Politiker                                                                    | 55    |                         |
| 8. Juni  | Uta Pilling                             | deutsche Musikerin, Lyrikerin und Malerin                                                 | 71    |                         |
| 8. Juni  | Bonnie Pointer                          | US-amerikanische Sängerin                                                                 | 69    |                         |
| 8. Juni  | Luo Xiaowei                             | chinesische Architektin                                                                   | 94    |                         |
| 7. Juni  | Manfred Andrae                          | deutscher Schauspieler, Synchronsprecher und Dokumentarfilmer                             | 86    |                         |
| 7. Juni  | Michael Beavis                          | britischer Luftwaffenoffizier                                                             | 90    |                         |
| 7. Juni  | Rupert Berger                           | deutscher Liturgiewissenschaftler                                                         | 93    |                         |
| 7. Juni  | Walter Binder                           | Schweizer Fotograf                                                                        | 88    |                         |
| 7. Juni  | Herbert Bräutigam                       | deutscher Sinologe und Autor                                                              | 92    |                         |
| 7. Juni  | Anton Bucheli                           | Schweizer Fußballschiedsrichter                                                           | 90    |                         |
| 7. Juni  | Gerd Cyske                              | deutscher Politiker                                                                       | 91    |                         |
| 7. Juni  | Nganga Édo                              | kongolesischer Musiker                                                                    | 87    |                         |
| 7. Juni  | Bettina Heinen-Ayech                    | deutsche Malerin                                                                          | 82    |                         |
| 7. Juni  | Klaus Kanter                            | deutscher Zahntechniker und Lobbyist                                                      | 97    |                         |
| 7. Juni  | Thomas Karger                           | Schweizer Verleger                                                                        | 90    |                         |
| 7. Juni  | Hartmut Lauenroth                       | deutscher Historiker                                                                      | 70    |                         |
| 7. Juni  | Igor Luther                             | slowakischer Kameramann                                                                   | 77    |                         |
| 7. Juni  | Péter Marót                             | ungarischer Fechter                                                                       | 75    |                         |
| 7. Juni  | James D. Meindl                         | US-amerikanischer Elektroingenieur                                                        | 87    |                         |
| 7. Juni  | Alan Metter                             | US-amerikanischer Regisseur                                                               | 77    |                         |
| 7. Juni  | Roger Saint-Vil                         | haitianischer Fußballspieler                                                              | 70    |                         |
| 7. Juni  | Chiranjeevi Sarja                       | indischer Schauspieler                                                                    | 39    |                         |
| 7. Juni  | Fritz Schönfelder                       | deutscher Maler, Grafiker und Objektkünstler                                              | 76    |                         |
| 7. Juni  | Johannes Wetzler                        | deutsch-österreichischer Dirigent und Chorleiter                                          | 76    |                         |
| 6. Juni  | Emil Babiš                              | tschechoslowakischer Skispringer                                                          | 64    |                         |
| 6. Juni  | José Barrias                            | portugiesischer Künstler                                                                  | 75    |                         |
| 6. Juni  | Reche Caldwell                          | US-amerikanischer American-Football-Spieler                                               | 41    |                         |
| 6. Juni  | Andrée Champagne                        | kanadische Politikerin                                                                    | 80    |                         |
| 6. Juni  | Earl W. Davie                           | US-amerikanischer Biochemiker                                                             | 92    |                         |
| 6. Juni  | Milt Earnhart                           | US-amerikanischer Politiker                                                               | 102   |                         |
| 6. Juni  | Alain Erlande-Brandenburg               | französischer Kunsthistoriker                                                             | 82    |                         |
| 6. Juni  | Judith Dim Evans                        | US-amerikanische Holocaust-Überlebende und Zeitzeugin                                     | 87    |                         |
| 6. Juni  | Günther Hecht                           | deutscher Physiker                                                                        | 82    |                         |
| 6. Juni  | Kurt Hoffmeister                        | deutscher Autor, Schriftsteller und Historiker                                            | 95    |                         |
| 6. Juni  | Jordi Mestre                            | spanischer Schauspieler und Model                                                         | 38    |                         |
| 6. Juni  | Dietmar Seyferth                        | deutsch-US-amerikanischer Chemiker                                                        | 91    |                         |
| 6. Juni  | Ramadan Shallah                         | palästinensischer Ökonom und Terrorist                                                    | 62    |                         |
| 6. Juni  | Robert Straus                           | US-amerikanischer Medizinsoziologe                                                        | 97    |                         |
| 6. Juni  | Andrea Veggio                           | italienischer Bischof                                                                     | 96    |                         |
| 6. Juni  | Constantin Xenakis                      | griechischer Künstler                                                                     | 88    |                         |
| 6. Juni  | John Zook                               | US-amerikanischer American-Football-Spieler                                               | 72    |                         |
| 5. Juni  | Howard Arthur Allen                     | US-amerikanischer Serienmörder                                                            | 71    |                         |
| 5. Juni  | Heinz-Olof Brennscheidt                 | deutscher Unternehmer und Mäzen                                                           | 86    |                         |
| 5. Juni  | Deborah Washington Brown                | US-amerikanische Mathematikerin und Informatikerin                                        | 68    |                         |
| 5. Juni  | Jonathan Dowling                        | US-amerikanisch-irischer Physiker                                                         | 65    |                         |
| 5. Juni  | Georges Elloy                           | französischer Leichtathlet                                                                | 90    |                         |
| 5. Juni  | Martin Gremse                           | deutscher Maler                                                                           | 36    |                         |
| 5. Juni  | Horst von Hassel                        | deutscher Politiker                                                                       | 92    |                         |
| 5. Juni  | A. Dale Kaiser                          | US-amerikanischer Biochemiker                                                             | 92    |                         |
| 5. Juni  | Kawasaki Tomisaku                       | japanischer Mediziner                                                                     | 95    |                         |
| 5. Juni  | Wolfram Krempel                         | deutscher Film- und Theaterregisseur                                                      | 83    |                         |
| 5. Juni  | Carlos Lessa                            | brasilianischer Ökonom                                                                    | 83    |                         |
| 5. Juni  | Kristin Linklater                       | britische Stimmbildnerin, Schauspielerin und Regisseurin                                  | 84    |                         |
| 5. Juni  | Macunaíma                               | uruguayischer Dichter und Journalist                                                      | 68    |                         |
| 5. Juni  | Christian Meyer                         | deutsch-US-amerikanischer Bauingenieur                                                    | 77    |                         |
| 5. Juni  | James Albert Murray                     | US-amerikanischer Bischof                                                                 | 87    |                         |
| 5. Juni  | George Vance Murry                      | US-amerikanischer Bischof                                                                 | 71    |                         |
| 5. Juni  | Kurt Pitzler                            | deutscher Chirurg                                                                         | 89    | [ 6 ]                   |
| 5. Juni  | Brian Robson                            | britischer Geograph                                                                       | 81    |                         |
| 5. Juni  | Edeltraud Roller                        | deutsche Politikwissenschaftlerin                                                         | 62    |                         |
| 5. Juni  | Friedrich Stelzner                      | deutscher Chirurg                                                                         | 98    |                         |
| 5. Juni  | T. H. Subash Chandran                   | indischer Perkussionist, Komponist und Musikpädagoge                                      | 74    |                         |
| 5. Juni  | Kurt Thomas                             | US-amerikanischer Kunstturner                                                             | 64    |                         |
| 5. Juni  | Hans Westmeyer                          | deutscher Psychologe                                                                      | 73    |                         |
| 5. Juni  | Edmund Wronski                          | deutscher Politiker                                                                       | 98    |                         |
| 4. Juni  | Claude Kurt Abraham                     | deutsch-US-amerikanischer Romanist und Literaturwissenschaftler                           | 88    |                         |
| 4. Juni  | Marcello Abbado                         | italienischer Komponist und Pianist                                                       | 93    |                         |
| 4. Juni  | Fabiana Anastácio                       | brasilianische Sängerin                                                                   | 45    |                         |
| 4. Juni  | Thomas Auerbach                         | deutscher Bürgerrechtler                                                                  | 72    |                         |
| 4. Juni  | Basu Chatterjee                         | indischer Filmregisseur und Drehbuchautor                                                 | 90    |                         |
| 4. Juni  | Laura Hillman                           | US-amerikanisch-deutsche Holocaust-Überlebende                                            | 96    |                         |
| 4. Juni  | Rupert Hine                             | britischer Rockmusiker und Musikproduzent                                                 | 72    |                         |
| 4. Juni  | Arthur Hoyle                            | US-amerikanischer Jazz- und Studiomusiker                                                 | 90    |                         |
| 4. Juni  | Jörg Jeshel                             | deutscher Kameramann                                                                      | 76    |                         |
| 4. Juni  | Wolfgang Kleiber                        | deutscher Sprachwissenschaftler                                                           | 90    |                         |
| 4. Juni  | Wolfgang Krause                         | deutscher Politiker                                                                       | 84    |                         |
| 4. Juni  | Walter Neuwirth                         | deutscher Ordensgeistlicher und Missionar                                                 | 84    |                         |
| 4. Juni  | Dulce Nunes                             | brasilianische Sängerin                                                                   | 90    |                         |
| 4. Juni  | Mervyn S. Paterson                      | australischer Geophysiker                                                                 | 95    |                         |
| 4. Juni  | Steve Priest                            | britischer Musiker                                                                        | 72    |                         |
| 4. Juni  | Pete Rademacher                         | US-amerikanischer Boxer                                                                   | 91    |                         |
| 4. Juni  | Rudolf Scheurer                         | deutscher Bildhauer                                                                       | 88    |                         |
| 4. Juni  | António Lúcio Vieira                    | brasilianischer Dichter, Autor und Journalist                                             | 78    |                         |
| 3. Juni  | Abdelmalek Droukdel                     | algerischer Milizenführer                                                                 | 50    |                         |
| 3. Juni  | Bruce Jay Friedman                      | US-amerikanischer Schriftsteller und Drehbuchautor                                        | 90    |                         |
| 3. Juni  | Mary Pat Gleason                        | US-amerikanische Schauspielerin                                                           | 70    |                         |
| 3. Juni  | István Kausz                            | ungarischer Fechter                                                                       | 87    |                         |
| 3. Juni  | Lennardt Krüger                         | deutscher Schauspieler und Synchronsprecher                                               | 61    |                         |
| 3. Juni  | Veli Lehtelä                            | finnischer Ruderer                                                                        | 84    |                         |
| 3. Juni  | Ivar Lindell                            | schwedischer Jazz-Bassist                                                                 | 80    |                         |
| 3. Juni  | Donald Macgregor                        | britischer Leichtathlet                                                                   | 80    |                         |
| 3. Juni  | Thomas Nölle                            | deutscher bildender Künstler und Fotograf                                                 | 71    |                         |
| 3. Juni  | Héctor Ortega                           | mexikanischer Schauspieler, Filmregisseur und Drehbuchautor                               | 81    |                         |
| 3. Juni  | Günther Schütz                          | deutscher Romanist                                                                        | 94    |                         |
| 3. Juni  | Mário Rino Sivieri                      | italienischer Bischof                                                                     | 78    |                         |
| 3. Juni  | Maria Alice Vergueiro                   | brasilianische Schauspielerin und Theaterregisseurin                                      | 85    |                         |
| 2. Juni  | Rudolf Barth                            | deutscher Schausteller                                                                    | 80    |                         |
| 2. Juni  | Werner Böhm                             | deutscher Sänger und Musiker                                                              | 78    |                         |
| 2. Juni  | Geoffrey Burnstock                      | britisch-australischer Neurobiologe                                                       | 91    |                         |
| 2. Juni  | Manuel Cintra                           | portugiesischer Dichter, Übersetzer, Journalist und Schauspieler                          | 64    |                         |
| 2. Juni  | Hiber Conteris                          | uruguayischer Autor                                                                       | 86    |                         |
| 2. Juni  | John Cuneo                              | australischer Segler                                                                      | 91    |                         |
| 2. Juni  | Jean-Claude Hamel                       | französischer Fußballfunktionär und Unternehmer                                           | 90    |                         |
| 2. Juni  | Josef Henger                            | deutscher Bildhauer                                                                       | 88    |                         |
| 2. Juni  | John Luk Jok                            | südsudanesischer Politiker                                                                | 68    |                         |
| 2. Juni  | Desmond Charles Moore                   | australischer Bischof                                                                     | 94    |                         |
| 2. Juni  | Jacques Noyer                           | französischer Bischof                                                                     | 93    |                         |
| 2. Juni  | Jimmy Raw                               | brasilianischer Radio- und Fernsehmoderator und Sänger                                    | 58    |                         |
| 2. Juni  | Chris Trousdale                         | US-amerikanischer Schauspieler und Sänger                                                 | 34    |                         |
| 2. Juni  | Carlo Ubbiali                           | italienischer Motorradrennfahrer                                                          | 90    |                         |
| 2. Juni  | Wes Unseld                              | US-amerikanischer Basketballspieler und -trainer                                          | 74    |                         |
| 2. Juni  | Heinrich Carl Weltzien                  | deutscher Agrarwissenschaftler und Phytopathologe                                         | 92    |                         |
| 2. Juni  | Knud Wümpelmann                         | dänischer Geistlicher                                                                     | 97    |                         |
| 2. Juni  | Jan Zeeman                              | niederländischer Unternehmer                                                              | 78    |                         |
| 1. Juni  | Günter Albusberger                      | deutscher Industriedesigner und Ingenieur                                                 | 82    |                         |
| 1. Juni  | Traugott Bautz                          | deutscher Buchhändler und Verleger                                                        | 74    |                         |
| 1. Juni  | Klaus Budewig                           | deutscher Jurist                                                                          | 78    |                         |
| 1. Juni  | Marian Filar                            | polnischer Rechtswissenschaftler und Politiker                                            | 77    |                         |
| 1. Juni  | Helmut Gerlach                          | deutscher Skilangläufer                                                                   | 82    |                         |
| 1. Juni  | Joey Image                              | US-amerikanischer Schlagzeuger                                                            | 63    |                         |
| 1. Juni  | Wajid Khan                              | indischer Komponist und Musiker                                                           | 42    |                         |
| 1. Juni  | Janez Kocijančič                        | jugoslawischer bzw. slowenischer Politiker und Sportfunktionär                            | 78    |                         |
| 1. Juni  | Miriam Lezcano                          | kubanische Theaterregisseurin                                                             | 77    |                         |
| 1. Juni  | Roberto Peccei                          | italienischer Physiker                                                                    | 78    |                         |
| 1. Juni  | Nicolas Rea, 3. Baron Rea               | britischer Politiker und Adeliger                                                         | 91    |                         |
| 1. Juni  | Egon Richter                            | deutscher Physiker und Hochschullehrer                                                    | 92    |                         |
| 1. Juni  | Pedro Ercílio Simon                     | brasilianischer Erzbischof                                                                | 78    |                         |
| 1. Juni  | Myroslaw Skoryk                         | ukrainischer Komponist                                                                    | 81    |                         |
| 1. Juni  | Christoph Sydow                         | deutscher Journalist                                                                      | 35    |                         |

### Datum unbekannt
| Tag                            | Name        | Beruf, bekannt als                      | Alter | Beleg |
| ------------------------------ | ----------- | --------------------------------------- | ----- | ----- |
| Tod bekanntgegeben am 26. Juni | Nigel Weiss | südafrikanisch-britischer Astrophysiker | 83    |       |